# Róbert Szikszai
Róbert Szikszai (né le 30 septembre 1994) est un athlète hongrois, spécialiste du lancer de disque.

## Biographie
En battant le record national junior, il remporte la médaille d'or des Championnats d'Europe juniors à Rieti.

### Palmarès
| Date | Compétition                   | Lieu    | Résultat | Marque  |
| ---- | ----------------------------- | ------- | -------- | ------- |
| 2013 | Championnats d'Europe juniors | Rieti   | 1er      | 64,75 m |
| 2015 | Championnats d'Europe espoirs | Tallinn | 3e       | 58,82 m |
| 2017 | Universiade                   | Taipei  | 3e       | 60,91 m |
| 2021 | Coupe d'Europe des lancers    | Split   | 7e       | 61,78 m |

### Records
| Épreuve          | Marque  | Lieu   | Date        |
| ---------------- | ------- | ------ | ----------- |
| Lancer du disque | 63,20 m | Antony | 14 mai 2014 |